# Széchenyi-örökség Okmánya
Az elismerést a Gróf Széchenyi Család Alapítvány 2020-ban hozta létre, s elsősorban azok a művészek kapják, akiknek a magyar nyelv ügyéért való munkásságát és művészi teljesítményét a Széchenyi-család tagjai a Széchenyi-örökséget gazdagító értéknek tartják. A Széchenyi-örökség Okmányának másolata a Nemzeti Múzeumban kerül megőrzésre. A díjazott művész tárgyjutalomként a Lánchíd pilléréről készült műalkotást is megkapja, mely Túri Török Tibor szobrászművész alkotása. A Széchenyi-örökség Okmányát szeptember 21-én, gróf Széchenyi István
Széchenyi István születésnapján adják át. Ez a nap A magyar dráma napja is egyben.
Széchenyi Tímea, az Alapítvány elnöke, a Nemzeti Múzeumot alapító gróf Széchényi Ferenc egyenesági leszármazottja, az első elismerések átadásakor ünnepi beszédében kiemelte: „Szeptember 21. Széchenyi István születésnapja. Talán kevesen tudják, de Széchényi István volt az, aki a Duna-partra megálmodta a Nemzet Színházát. A mai nap a magyar dráma napja is. Véletlen egybeesés lenne? Nincsenek véletlenek. Miként az sem véletlen, hogy mi Széchenyiek itt vagyunk, s azon igyekezünk munkálkodni, hogy ez az ország minél egységesebb legyen. Azt szeretnénk, ha a magyarság közösen tudna dolgozni és imádkozni a magyar jövőért. Azt szeretnénk, ha a Trianon okozta sebek begyógyulhatnának! Olyan művészeket díjazunk ma, akik munkásságukat képesek voltak a magyar nemzet szép szolgálatába állítani, s értékeikkel, emberséges tetteikkel valamilyen módon a Széchenyi-örökséghez is kapcsolódtak.”

## Kitüntetettek
- Eperjes Károly (2020)
- Farkas Árpád (2020)
- Fazekas István (2020)
- Koncz Gábor (2020)
- Serfőző Simon (2020)
- Szőcs Géza (2020)
- Törőcsik Mari (2020)
- Buda Ferenc (2021)[2]
- Dörner György (2021)[2]
- Gregor Bernadett (2021)[2]
- Kocsis István (2021)[2]
- Körtvélyessy Zsolt (2021)[2]
- Mécs Károly (2021)[2]
- Udvaros Dorottya (2021)[2]